# Simac Ladies Tour 2021
La 23.ª edición de la carrera ciclista Simac Ladies Tour se celebró entre el 24 y el 29 de agosto de 2021 con inicio en la ciudad de Ede y final en la ciudad de Arnhem en los Países Bajos. El recorrido consta de un prólogo y 5 etapas sobre una distancia total de 584,1 km.
La carrera forma parte del UCI WorldTour Femenino 2021 como competición de categoría 2.WWT del calendario ciclista de máximo nivel mundial. 

## Equipos
Tomaron la salida un total de 16 equipos, de los cuales 9 equipos fueron equipos de categoría UCI WorldTeam Femenino, 7 equipos de categoría UCI Continental Team Femenino, quienes conformaron un pelotón de 91 ciclistas de las cuales terminaron 53. Los equipos participantes fueron:
| translation for headoftableIII_translate index 58 not found (9)- Alé BTC Ljubljana - Canyon-SRAM Racing - FDJ-Nouvelle Aquitaine-Futuroscope - Liv Racing - Movistar Team - Team BikeExchange - Team DSM - SD Worx - Trek-Segafredo UCI Women's continental team- Ceratizit-WNT Pro Cycling Unknown team category (6)- Lotto Soudal Ladies - Valcar-Travel & Service - Parkhotel Valkenburg - GT Krush Tunap - Jumbo-Visma - NXTG Racing |
| |

## Recorrido
El Boels Ladies Tour dispuso de un prólogo y 5 etapas para un recorrido total de 687,7 km.
| Etapa     | Fecha     | Recorrido            | type                    | Distancia (km) | Ganador        | Líder                       |
| --------- | --------- | -------------------- | ----------------------- | -------------- | -------------- | --------------------------- |
| Prólogo   | 24 de ago | Ede – Ede            | prólogo                 | 2,4            | Marianne Vos   | Marianne Vos                |
| 1.ª etapa | 25 de ago | Zwolle – Hardenberg  | etapa llana             | 134,4          | Alison Jackson | Alison Jackson              |
| 2.ª etapa | 26 de ago | Gennep – Gennep      | contrarreloj individual | 17             | Marlen Reusser | Marlen Reusser              |
| 3.ª etapa | 27 de ago | Stramproy – Weert    | etapa llana             | 125,9          | Lonneke Uneken | Marlen Reusser              |
| 4.ª etapa | 28 de ago | Geleen – Sweikhuizen | etapa escarpada         | 148,9          | Marianne Vos   | Chantal van den Broek-Blaak |
| 5.ª etapa | 29 de ago | Arnhem – Arnhem      | etapa llana             | 150,3          | Marianne Vos   | Chantal van den Broek-Blaak |

### Prólogo
| Ede - Ede | prólogo | (2,4 km) |

| \| Clasificación de la etapa \| Clasificación de la etapa \| Clasificación de la etapa \| Clasificación de la etapa \| Clasificación de la etapa \| \| Ciclista \| Ciclista \| Equipo \| Tiempo \| \| \| ------------------------- \| ------------------------- \| ---------------------------------- \| ------------------------- \| ------------------------- \| \| 1.ª \| Marianne Vos \| Jumbo-Visma Women Team \| 3 min 01 s \| \| \| 2.ª \| Ellen van Dijk \| Trek-Segafredo \| + 5 s \| \| \| 3.ª \| Cecilie Uttrup Ludwig \| FDJ-Nouvelle Aquitaine-Futuroscope \| + 6 s \| \| \| 4.ª \| Lonneke Uneken \| SD Worx \| + 6 s \| \| \| 5.ª \| Lorena Wiebes \| Team DSM \| + 7 s \| \| \| 6.ª \| Christine Majerus \| SD Worx \| + 7 s \| \| \| 7.ª \| Elisa Balsamo \| Valcar-Travel & Service \| + 8 s \| \| \| 8.ª \| Lisa Klein \| Canyon-SRAM Racing \| + 8 s \| \| \| 9.ª \| Barbara Guarischi \| Movistar Team \| + 8 s \| \| \| 10.ª \| Charlotte Kool \| NXTG Racing \| + 8 s \| \| |                       |                                    |            |
| |                       |                                    |            |
| Fuente: ProCyclingStats |                       |                                    |            |
| Clasificación de la etapa |                       |                                    |            |
| Ciclista | Ciclista              | Equipo                             | Tiempo     |
| 1.ª | Marianne Vos          | Jumbo-Visma Women Team             | 3 min 01 s |
| 2.ª | Ellen van Dijk        | Trek-Segafredo                     | + 5 s      |
| 3.ª | Cecilie Uttrup Ludwig | FDJ-Nouvelle Aquitaine-Futuroscope | + 6 s      |
| 4.ª | Lonneke Uneken        | SD Worx                            | + 6 s      |
| 5.ª | Lorena Wiebes         | Team DSM                           | + 7 s      |
| 6.ª | Christine Majerus     | SD Worx                            | + 7 s      |
| 7.ª | Elisa Balsamo         | Valcar-Travel & Service            | + 8 s      |
| 8.ª | Lisa Klein            | Canyon-SRAM Racing                 | + 8 s      |
| 9.ª | Barbara Guarischi     | Movistar Team                      | + 8 s      |
| 10.ª | Charlotte Kool        | NXTG Racing                        | + 8 s      |

| \| Clasificación general \| Clasificación general \| Clasificación general \| Clasificación general \| Clasificación general \| \| Ciclista \| Ciclista \| Equipo \| Tiempo \| \| \| --------------------- \| --------------------- \| ---------------------------------- \| --------------------- \| --------------------- \| \| 1.ª \| Marianne Vos \| Jumbo-Visma Women Team \| 3 min 01 s \| \| \| 2.ª \| Ellen van Dijk \| Trek-Segafredo \| + 5 s \| \| \| 3.ª \| Cecilie Uttrup Ludwig \| FDJ-Nouvelle Aquitaine-Futuroscope \| + 6 s \| \| \| 4.ª \| Lonneke Uneken \| SD Worx \| + 6 s \| \| \| 5.ª \| Lorena Wiebes \| Team DSM \| + 7 s \| \| \| 6.ª \| Christine Majerus \| SD Worx \| + 7 s \| \| \| 7.ª \| Elisa Balsamo \| Valcar-Travel & Service \| + 8 s \| \| \| 8.ª \| Lisa Klein \| Canyon-SRAM Racing \| + 8 s \| \| \| 9.ª \| Barbara Guarischi \| Movistar Team \| + 8 s \| \| \| 10.ª \| Charlotte Kool \| NXTG Racing \| + 8 s \| \| |                       |                                    |            |
| |                       |                                    |            |
| Fuente: ProCyclingStats |                       |                                    |            |
| Clasificación general |                       |                                    |            |
| Ciclista | Ciclista              | Equipo                             | Tiempo     |
| 1.ª | Marianne Vos          | Jumbo-Visma Women Team             | 3 min 01 s |
| 2.ª | Ellen van Dijk        | Trek-Segafredo                     | + 5 s      |
| 3.ª | Cecilie Uttrup Ludwig | FDJ-Nouvelle Aquitaine-Futuroscope | + 6 s      |
| 4.ª | Lonneke Uneken        | SD Worx                            | + 6 s      |
| 5.ª | Lorena Wiebes         | Team DSM                           | + 7 s      |
| 6.ª | Christine Majerus     | SD Worx                            | + 7 s      |
| 7.ª | Elisa Balsamo         | Valcar-Travel & Service            | + 8 s      |
| 8.ª | Lisa Klein            | Canyon-SRAM Racing                 | + 8 s      |
| 9.ª | Barbara Guarischi     | Movistar Team                      | + 8 s      |
| 10.ª | Charlotte Kool        | NXTG Racing                        | + 8 s      |

### 1.ª etapa
| Zwolle - Hardenberg | etapa llana | (134,4 km) |

| \| Clasificación de la etapa \| Clasificación de la etapa \| Clasificación de la etapa \| Clasificación de la etapa \| Clasificación de la etapa \| \| Ciclista \| Ciclista \| Equipo \| Tiempo \| \| \| ------------------------- \| ------------------------- \| ---------------------------------- \| ------------------------- \| ------------------------- \| \| 1.ª \| Alison Jackson \| Liv Racing \| 3 h 18 min 20 s \| \| \| 2.ª \| Maëlle Grossetête \| FDJ-Nouvelle Aquitaine-Futuroscope \| + 0 s \| \| \| 3.ª \| Lorena Wiebes \| Team DSM \| + 4 s \| \| \| 4.ª \| Marianne Vos \| Jumbo-Visma Women Team \| + 4 s \| \| \| 5.ª \| Charlotte Kool \| NXTG Racing \| + 4 s \| \| \| 6.ª \| Barbara Guarischi \| Movistar Team \| + 4 s \| \| \| 7.ª \| Emma Norsgaard \| Movistar Team \| + 4 s \| \| \| 8.ª \| Elisa Balsamo \| Valcar-Travel & Service \| + 4 s \| \| \| 9.ª \| Marta Bastianelli \| Alé BTC Ljubljana \| + 4 s \| \| \| 10.ª \| Lonneke Uneken \| SD Worx \| + 4 s \| \| |                   |                                    |                 |
| |                   |                                    |                 |
| Fuente: ProCyclingStats |                   |                                    |                 |
| Clasificación de la etapa |                   |                                    |                 |
| Ciclista | Ciclista          | Equipo                             | Tiempo          |
| 1.ª | Alison Jackson    | Liv Racing                         | 3 h 18 min 20 s |
| 2.ª | Maëlle Grossetête | FDJ-Nouvelle Aquitaine-Futuroscope | + 0 s           |
| 3.ª | Lorena Wiebes     | Team DSM                           | + 4 s           |
| 4.ª | Marianne Vos      | Jumbo-Visma Women Team             | + 4 s           |
| 5.ª | Charlotte Kool    | NXTG Racing                        | + 4 s           |
| 6.ª | Barbara Guarischi | Movistar Team                      | + 4 s           |
| 7.ª | Emma Norsgaard    | Movistar Team                      | + 4 s           |
| 8.ª | Elisa Balsamo     | Valcar-Travel & Service            | + 4 s           |
| 9.ª | Marta Bastianelli | Alé BTC Ljubljana                  | + 4 s           |
| 10.ª | Lonneke Uneken    | SD Worx                            | + 4 s           |

| \| Clasificación general \| Clasificación general \| Clasificación general \| Clasificación general \| Clasificación general \| \| Ciclista \| Ciclista \| Equipo \| Tiempo \| \| \| --------------------- \| --------------------- \| ---------------------------------- \| --------------------- \| --------------------- \| \| 1.ª \| Alison Jackson \| Liv Racing \| 3 h 21 min 25 s \| \| \| 2.ª \| Marianne Vos \| Jumbo-Visma Women Team \| + 0 s \| \| \| 3.ª \| Lorena Wiebes \| Team DSM \| + 3 s \| \| \| 4.ª \| Ellen van Dijk \| Trek-Segafredo \| + 5 s \| \| \| 5.ª \| Cecilie Uttrup Ludwig \| FDJ-Nouvelle Aquitaine-Futuroscope \| + 6 s \| \| \| 6.ª \| Lonneke Uneken \| SD Worx \| + 6 s \| \| \| 7.ª \| Christine Majerus \| SD Worx \| + 7 s \| \| \| 8.ª \| Maëlle Grossetête \| FDJ-Nouvelle Aquitaine-Futuroscope \| + 8 s \| \| \| 9.ª \| Elisa Balsamo \| Valcar-Travel & Service \| + 8 s \| \| \| 10.ª \| Lisa Klein \| Canyon-SRAM Racing \| + 8 s \| \| |                       |                                    |                 |
| |                       |                                    |                 |
| Fuente: ProCyclingStats |                       |                                    |                 |
| Clasificación general |                       |                                    |                 |
| Ciclista | Ciclista              | Equipo                             | Tiempo          |
| 1.ª | Alison Jackson        | Liv Racing                         | 3 h 21 min 25 s |
| 2.ª | Marianne Vos          | Jumbo-Visma Women Team             | + 0 s           |
| 3.ª | Lorena Wiebes         | Team DSM                           | + 3 s           |
| 4.ª | Ellen van Dijk        | Trek-Segafredo                     | + 5 s           |
| 5.ª | Cecilie Uttrup Ludwig | FDJ-Nouvelle Aquitaine-Futuroscope | + 6 s           |
| 6.ª | Lonneke Uneken        | SD Worx                            | + 6 s           |
| 7.ª | Christine Majerus     | SD Worx                            | + 7 s           |
| 8.ª | Maëlle Grossetête     | FDJ-Nouvelle Aquitaine-Futuroscope | + 8 s           |
| 9.ª | Elisa Balsamo         | Valcar-Travel & Service            | + 8 s           |
| 10.ª | Lisa Klein            | Canyon-SRAM Racing                 | + 8 s           |

### 2.ª etapa
| Gennep - Gennep | contrarreloj individual | (17 km) |

| \| Clasificación de la etapa \| Clasificación de la etapa \| Clasificación de la etapa \| Clasificación de la etapa \| Clasificación de la etapa \| \| Ciclista \| Ciclista \| Equipo \| Tiempo \| \| \| ------------------------- \| --------------------------- \| ------------------------- \| ------------------------- \| ------------------------- \| \| 1.ª \| Marlen Reusser \| Alé BTC Ljubljana \| 20 min 41 s \| \| \| 2.ª \| Ellen van Dijk \| Trek-Segafredo \| + 18 s \| \| \| 3.ª \| Chantal van den Broek-Blaak \| SD Worx \| + 41 s \| \| \| 4.ª \| Lisa Klein \| Canyon-SRAM Racing \| + 50 s \| \| \| 5.ª \| Emma Norsgaard \| Movistar Team \| + 1 min 01 s \| \| \| 6.ª \| Demi Vollering \| SD Worx \| + 1 min 18 s \| \| \| 7.ª \| Sarah Roy \| Team BikeExchange \| + 1 min 28 s \| \| \| 8.ª \| Julie Leth \| Ceratizit-WNT Pro Cycling \| + 1 min 28 s \| \| \| 9.ª \| Alice Barnes \| Canyon-SRAM Racing \| + 1 min 30 s \| \| \| 10.ª \| Anouska Helena Koster \| Jumbo-Visma Women Team \| + 1 min 31 s \| \| |                             |                           |              |
| |                             |                           |              |
| Fuente: ProCyclingStats |                             |                           |              |
| Clasificación de la etapa |                             |                           |              |
| Ciclista | Ciclista                    | Equipo                    | Tiempo       |
| 1.ª | Marlen Reusser              | Alé BTC Ljubljana         | 20 min 41 s  |
| 2.ª | Ellen van Dijk              | Trek-Segafredo            | + 18 s       |
| 3.ª | Chantal van den Broek-Blaak | SD Worx                   | + 41 s       |
| 4.ª | Lisa Klein                  | Canyon-SRAM Racing        | + 50 s       |
| 5.ª | Emma Norsgaard              | Movistar Team             | + 1 min 01 s |
| 6.ª | Demi Vollering              | SD Worx                   | + 1 min 18 s |
| 7.ª | Sarah Roy                   | Team BikeExchange         | + 1 min 28 s |
| 8.ª | Julie Leth                  | Ceratizit-WNT Pro Cycling | + 1 min 28 s |
| 9.ª | Alice Barnes                | Canyon-SRAM Racing        | + 1 min 30 s |
| 10.ª | Anouska Helena Koster       | Jumbo-Visma Women Team    | + 1 min 31 s |

| \| Clasificación general \| Clasificación general \| Clasificación general \| Clasificación general \| Clasificación general \| \| Ciclista \| Ciclista \| Equipo \| Tiempo \| \| \| --------------------- \| --------------------------- \| ---------------------- \| --------------------- \| --------------------- \| \| 1.ª \| Marlen Reusser \| Alé BTC Ljubljana \| 3 h 42 min 17 s \| \| \| 2.ª \| Ellen van Dijk \| Trek-Segafredo \| + 12 s \| \| \| 3.ª \| Chantal van den Broek-Blaak \| SD Worx \| + 39 s \| \| \| 4.ª \| Lisa Klein \| Canyon-SRAM Racing \| + 47 s \| \| \| 5.ª \| Emma Norsgaard \| Movistar Team \| + 1 min 01 s \| \| \| 6.ª \| Demi Vollering \| SD Worx \| + 1 min 19 s \| \| \| 7.ª \| Alice Barnes \| Canyon-SRAM Racing \| + 1 min 29 s \| \| \| 8.ª \| Anouska Helena Koster \| Jumbo-Visma Women Team \| + 1 min 29 s \| \| \| 9.ª \| Sarah Roy \| Team BikeExchange \| + 1 min 31 s \| \| \| 10.ª \| Marianne Vos \| Jumbo-Visma Women Team \| + 1 min 34 s \| \| |                             |                        |                 |
| |                             |                        |                 |
| Fuente: ProCyclingStats |                             |                        |                 |
| Clasificación general |                             |                        |                 |
| Ciclista | Ciclista                    | Equipo                 | Tiempo          |
| 1.ª | Marlen Reusser              | Alé BTC Ljubljana      | 3 h 42 min 17 s |
| 2.ª | Ellen van Dijk              | Trek-Segafredo         | + 12 s          |
| 3.ª | Chantal van den Broek-Blaak | SD Worx                | + 39 s          |
| 4.ª | Lisa Klein                  | Canyon-SRAM Racing     | + 47 s          |
| 5.ª | Emma Norsgaard              | Movistar Team          | + 1 min 01 s    |
| 6.ª | Demi Vollering              | SD Worx                | + 1 min 19 s    |
| 7.ª | Alice Barnes                | Canyon-SRAM Racing     | + 1 min 29 s    |
| 8.ª | Anouska Helena Koster       | Jumbo-Visma Women Team | + 1 min 29 s    |
| 9.ª | Sarah Roy                   | Team BikeExchange      | + 1 min 31 s    |
| 10.ª | Marianne Vos                | Jumbo-Visma Women Team | + 1 min 34 s    |

### 3.ª etapa
| Stramproy - Weert | etapa llana | (125,9 km) |

| \| Clasificación de la etapa \| Clasificación de la etapa \| Clasificación de la etapa \| Clasificación de la etapa \| Clasificación de la etapa \| \| Ciclista \| Ciclista \| Equipo \| Tiempo \| \| \| ------------------------- \| --------------------------- \| ------------------------- \| ------------------------- \| ------------------------- \| \| 1.ª \| Lonneke Uneken \| SD Worx \| 2 h 52 min 41 s \| \| \| 2.ª \| Susanne Andersen \| Team DSM \| + 0 s \| \| \| 3.ª \| Pfeiffer Georgi \| Team DSM \| + 0 s \| \| \| 4.ª \| Chantal van den Broek-Blaak \| SD Worx \| + 0 s \| \| \| 5.ª \| Amy Pieters \| SD Worx \| + 0 s \| \| \| 6.ª \| Demi Vollering \| SD Worx \| + 0 s \| \| \| 7.ª \| Marta Bastianelli \| Alé BTC Ljubljana \| + 14 s \| \| \| 8.ª \| Marianne Vos \| Jumbo-Visma Women Team \| + 14 s \| \| \| 9.ª \| Chiara Consonni \| Valcar-Travel & Service \| + 29 s \| \| \| 10.ª \| Amalie Dideriksen \| Trek-Segafredo \| + 29 s \| \| |                             |                         |                 |
| |                             |                         |                 |
| Fuente: ProCyclingStats |                             |                         |                 |
| Clasificación de la etapa |                             |                         |                 |
| Ciclista | Ciclista                    | Equipo                  | Tiempo          |
| 1.ª | Lonneke Uneken              | SD Worx                 | 2 h 52 min 41 s |
| 2.ª | Susanne Andersen            | Team DSM                | + 0 s           |
| 3.ª | Pfeiffer Georgi             | Team DSM                | + 0 s           |
| 4.ª | Chantal van den Broek-Blaak | SD Worx                 | + 0 s           |
| 5.ª | Amy Pieters                 | SD Worx                 | + 0 s           |
| 6.ª | Demi Vollering              | SD Worx                 | + 0 s           |
| 7.ª | Marta Bastianelli           | Alé BTC Ljubljana       | + 14 s          |
| 8.ª | Marianne Vos                | Jumbo-Visma Women Team  | + 14 s          |
| 9.ª | Chiara Consonni             | Valcar-Travel & Service | + 29 s          |
| 10.ª | Amalie Dideriksen           | Trek-Segafredo          | + 29 s          |

| \| Clasificación general \| Clasificación general \| Clasificación general \| Clasificación general \| Clasificación general \| \| Ciclista \| Ciclista \| Equipo \| Tiempo \| \| \| --------------------- \| --------------------------- \| ----------------------- \| --------------------- \| --------------------- \| \| 1.ª \| Marlen Reusser \| Alé BTC Ljubljana \| 11 h 19 min 56 s \| \| \| 2.ª \| Chantal van den Broek-Blaak \| SD Worx \| + 2 s \| \| \| 3.ª \| Ellen van Dijk \| Trek-Segafredo \| + 6 s \| \| \| 4.ª \| Lisa Klein \| Canyon-SRAM Racing \| + 17 s \| \| \| 5.ª \| Demi Vollering \| SD Worx \| + 42 s \| \| \| 6.ª \| Pfeiffer Georgi \| Team DSM \| + 50 s \| \| \| 7.ª \| Marianne Vos \| Jumbo-Visma Women Team \| + 1 min 17 s \| \| \| 8.ª \| Amy Pieters \| SD Worx \| + 1 min 29 s \| \| \| 9.ª \| Anouska Helena Koster \| Jumbo-Visma Women Team \| + 1 min 34 s \| \| \| 10.ª \| Vittoria Guazzini \| Valcar-Travel & Service \| + 1 min 42 s \| \| |                             |                         |                  |
| |                             |                         |                  |
| Fuente: ProCyclingStats |                             |                         |                  |
| Clasificación general |                             |                         |                  |
| Ciclista | Ciclista                    | Equipo                  | Tiempo           |
| 1.ª | Marlen Reusser              | Alé BTC Ljubljana       | 11 h 19 min 56 s |
| 2.ª | Chantal van den Broek-Blaak | SD Worx                 | + 2 s            |
| 3.ª | Ellen van Dijk              | Trek-Segafredo          | + 6 s            |
| 4.ª | Lisa Klein                  | Canyon-SRAM Racing      | + 17 s           |
| 5.ª | Demi Vollering              | SD Worx                 | + 42 s           |
| 6.ª | Pfeiffer Georgi             | Team DSM                | + 50 s           |
| 7.ª | Marianne Vos                | Jumbo-Visma Women Team  | + 1 min 17 s     |
| 8.ª | Amy Pieters                 | SD Worx                 | + 1 min 29 s     |
| 9.ª | Anouska Helena Koster       | Jumbo-Visma Women Team  | + 1 min 34 s     |
| 10.ª | Vittoria Guazzini           | Valcar-Travel & Service | + 1 min 42 s     |

### 4.ª etapa
| Geleen - Sweikhuizen | etapa escarpada | (148,9 km) |

| \| Clasificación de la etapa \| Clasificación de la etapa \| Clasificación de la etapa \| Clasificación de la etapa \| Clasificación de la etapa \| \| Ciclista \| Ciclista \| Equipo \| Tiempo \| \| \| ------------------------- \| --------------------------- \| ---------------------------------- \| ------------------------- \| ------------------------- \| \| 1.ª \| Marianne Vos \| Jumbo-Visma Women Team \| 4 h 15 min 08 s \| \| \| 2.ª \| Katarzyna Niewiadoma \| Canyon-SRAM Racing \| + 2 s \| \| \| 3.ª \| Chantal van den Broek-Blaak \| SD Worx \| + 2 s \| \| \| 4.ª \| Amy Pieters \| SD Worx \| + 17 s \| \| \| 5.ª \| Demi Vollering \| SD Worx \| + 17 s \| \| \| 6.ª \| Marta Bastianelli \| Alé BTC Ljubljana \| + 17 s \| \| \| 7.ª \| Alison Jackson \| Liv Racing \| + 17 s \| \| \| 8.ª \| Pfeiffer Georgi \| Team DSM \| + 19 s \| \| \| 9.ª \| Eugénie Duval \| FDJ-Nouvelle Aquitaine-Futuroscope \| + 19 s \| \| \| 10.ª \| Ella Harris \| Canyon-SRAM Racing \| + 21 s \| \| |                             |                                    |                 |
| |                             |                                    |                 |
| Fuente: ProCyclingStats |                             |                                    |                 |
| Clasificación de la etapa |                             |                                    |                 |
| Ciclista | Ciclista                    | Equipo                             | Tiempo          |
| 1.ª | Marianne Vos                | Jumbo-Visma Women Team             | 4 h 15 min 08 s |
| 2.ª | Katarzyna Niewiadoma        | Canyon-SRAM Racing                 | + 2 s           |
| 3.ª | Chantal van den Broek-Blaak | SD Worx                            | + 2 s           |
| 4.ª | Amy Pieters                 | SD Worx                            | + 17 s          |
| 5.ª | Demi Vollering              | SD Worx                            | + 17 s          |
| 6.ª | Marta Bastianelli           | Alé BTC Ljubljana                  | + 17 s          |
| 7.ª | Alison Jackson              | Liv Racing                         | + 17 s          |
| 8.ª | Pfeiffer Georgi             | Team DSM                           | + 19 s          |
| 9.ª | Eugénie Duval               | FDJ-Nouvelle Aquitaine-Futuroscope | + 19 s          |
| 10.ª | Ella Harris                 | Canyon-SRAM Racing                 | + 21 s          |

| \| Clasificación general \| Clasificación general \| Clasificación general \| Clasificación general \| Clasificación general \| \| Ciclista \| Ciclista \| Equipo \| Tiempo \| \| \| --------------------- \| --------------------------- \| ---------------------- \| --------------------- \| --------------------- \| \| 1.ª \| Chantal van den Broek-Blaak \| SD Worx \| 11 h 19 min 56 s \| \| \| 2.ª \| Marlen Reusser \| Alé BTC Ljubljana \| + 2 s \| \| \| 3.ª \| Ellen van Dijk \| Trek-Segafredo \| + 6 s \| \| \| 4.ª \| Demi Vollering \| SD Worx \| + 17 s \| \| \| 5.ª \| Marianne Vos \| Jumbo-Visma Women Team \| + 42 s \| \| \| 6.ª \| Pfeiffer Georgi \| Team DSM \| + 50 s \| \| \| 7.ª \| Amy Pieters \| SD Worx \| + 1 min 17 s \| \| \| 8.ª \| Alison Jackson \| Liv Racing \| + 1 min 29 s \| \| \| 9.ª \| Jeanne Korevaar \| Liv Racing \| + 1 min 34 s \| \| \| 10.ª \| Marta Bastianelli \| Alé BTC Ljubljana \| + 1 min 42 s \| \| |                             |                        |                  |
| |                             |                        |                  |
| Fuente: ProCyclingStats |                             |                        |                  |
| Clasificación general |                             |                        |                  |
| Ciclista | Ciclista                    | Equipo                 | Tiempo           |
| 1.ª | Chantal van den Broek-Blaak | SD Worx                | 11 h 19 min 56 s |
| 2.ª | Marlen Reusser              | Alé BTC Ljubljana      | + 2 s            |
| 3.ª | Ellen van Dijk              | Trek-Segafredo         | + 6 s            |
| 4.ª | Demi Vollering              | SD Worx                | + 17 s           |
| 5.ª | Marianne Vos                | Jumbo-Visma Women Team | + 42 s           |
| 6.ª | Pfeiffer Georgi             | Team DSM               | + 50 s           |
| 7.ª | Amy Pieters                 | SD Worx                | + 1 min 17 s     |
| 8.ª | Alison Jackson              | Liv Racing             | + 1 min 29 s     |
| 9.ª | Jeanne Korevaar             | Liv Racing             | + 1 min 34 s     |
| 10.ª | Marta Bastianelli           | Alé BTC Ljubljana      | + 1 min 42 s     |

### 5.ª etapa
| Arnhem - Arnhem | etapa llana | (150,3 km) |

| \| Clasificación de la etapa \| Clasificación de la etapa \| Clasificación de la etapa \| Clasificación de la etapa \| Clasificación de la etapa \| \| Ciclista \| Ciclista \| Equipo \| Tiempo \| \| \| ------------------------- \| ------------------------- \| ---------------------------------- \| ------------------------- \| ------------------------- \| \| 1.ª \| Marianne Vos \| Jumbo-Visma Women Team \| 3 h 55 min 58 s \| \| \| 2.ª \| Alice Barnes \| Canyon-SRAM Racing \| + 0 s \| \| \| 3.ª \| Amy Pieters \| SD Worx \| + 0 s \| \| \| 4.ª \| Amalie Dideriksen \| Trek-Segafredo \| + 0 s \| \| \| 5.ª \| Alison Jackson \| Liv Racing \| + 0 s \| \| \| 6.ª \| Pfeiffer Georgi \| Team DSM \| + 0 s \| \| \| 7.ª \| Alicia González \| Movistar Team \| + 0 s \| \| \| 8.ª \| Marlen Reusser \| Alé BTC Ljubljana \| + 0 s \| \| \| 9.ª \| Clara Copponi \| FDJ-Nouvelle Aquitaine-Futuroscope \| + 0 s \| \| \| 10.ª \| Ellen van Dijk \| Trek-Segafredo \| + 3 s \| \| |                   |                                    |                 |
| |                   |                                    |                 |
| Fuente: ProCyclingStats |                   |                                    |                 |
| Clasificación de la etapa |                   |                                    |                 |
| Ciclista | Ciclista          | Equipo                             | Tiempo          |
| 1.ª | Marianne Vos      | Jumbo-Visma Women Team             | 3 h 55 min 58 s |
| 2.ª | Alice Barnes      | Canyon-SRAM Racing                 | + 0 s           |
| 3.ª | Amy Pieters       | SD Worx                            | + 0 s           |
| 4.ª | Amalie Dideriksen | Trek-Segafredo                     | + 0 s           |
| 5.ª | Alison Jackson    | Liv Racing                         | + 0 s           |
| 6.ª | Pfeiffer Georgi   | Team DSM                           | + 0 s           |
| 7.ª | Alicia González   | Movistar Team                      | + 0 s           |
| 8.ª | Marlen Reusser    | Alé BTC Ljubljana                  | + 0 s           |
| 9.ª | Clara Copponi     | FDJ-Nouvelle Aquitaine-Futuroscope | + 0 s           |
| 10.ª | Ellen van Dijk    | Trek-Segafredo                     | + 3 s           |

## Clasificaciones finales
Las clasificaciones finalizaron de la siguiente forma:

### Clasificación general
| \| Clasificación general \| Clasificación general \| Clasificación general \| Clasificación general \| Clasificación general \| \| Ciclista \| Ciclista \| Equipo \| Tiempo \| \| \| --------------------- \| --------------------------- \| ---------------------- \| --------------------- \| --------------------- \| \| 1.ª \| Chantal van den Broek-Blaak \| SD Worx \| 14 h 46 min 39 s \| \| \| 2.ª \| Marlen Reusser \| Alé BTC Ljubljana \| + 17 s \| \| \| 3.ª \| Ellen van Dijk \| Trek-Segafredo \| + 30 s \| \| \| 4.ª \| Marianne Vos \| Jumbo-Visma Women Team \| + 51 s \| \| \| 5.ª \| Demi Vollering \| SD Worx \| + 1 min 03 s \| \| \| 6.ª \| Pfeiffer Georgi \| Team DSM \| + 1 min 20 s \| \| \| 7.ª \| Amy Pieters \| SD Worx \| + 1 min 35 s \| \| \| 8.ª \| Alison Jackson \| Liv Racing \| + 2 min 05 s \| \| \| 9.ª \| Marta Bastianelli \| Alé BTC Ljubljana \| + 2 min 39 s \| \| \| 10.ª \| Jeanne Korevaar \| Liv Racing \| + 2 min 49 s \| \| |                             |                        |                  |
| |                             |                        |                  |
| Fuente: ProCyclingStats |                             |                        |                  |
| Clasificación general |                             |                        |                  |
| Ciclista | Ciclista                    | Equipo                 | Tiempo           |
| 1.ª | Chantal van den Broek-Blaak | SD Worx                | 14 h 46 min 39 s |
| 2.ª | Marlen Reusser              | Alé BTC Ljubljana      | + 17 s           |
| 3.ª | Ellen van Dijk              | Trek-Segafredo         | + 30 s           |
| 4.ª | Marianne Vos                | Jumbo-Visma Women Team | + 51 s           |
| 5.ª | Demi Vollering              | SD Worx                | + 1 min 03 s     |
| 6.ª | Pfeiffer Georgi             | Team DSM               | + 1 min 20 s     |
| 7.ª | Amy Pieters                 | SD Worx                | + 1 min 35 s     |
| 8.ª | Alison Jackson              | Liv Racing             | + 2 min 05 s     |
| 9.ª | Marta Bastianelli           | Alé BTC Ljubljana      | + 2 min 39 s     |
| 10.ª | Jeanne Korevaar             | Liv Racing             | + 2 min 49 s     |

### Clasificación por puntos
| Clasificación por puntos | Clasificación por puntos    | Clasificación por puntos | Clasificación por puntos | Clasificación por puntos |
| Ciclista                 | Ciclista                    | Equipo                   | Puntos                   |                          |
| ------------------------ | --------------------------- | ------------------------ | ------------------------ | ------------------------ |
| 1.ª                      | Marianne Vos                | Jumbo-Visma Women Team   | 97 pts                   |                          |
| 2.ª                      | Chantal van den Broek-Blaak | SD Worx                  | 56 pts                   |                          |
| 3.ª                      | Ellen van Dijk              | Trek-Segafredo           | 55 pts                   |                          |
| 4.ª                      | Alison Jackson              | Liv Racing               | 51 pts                   |                          |
| 5.ª                      | Lonneke Uneken              | SD Worx                  | 45 pts                   |                          |
| 6.ª                      | Amy Pieters                 | SD Worx                  | 44 pts                   |                          |
| 7.ª                      | Pfeiffer Georgi             | Team DSM                 | 39 pts                   |                          |
| 8.ª                      | Marlen Reusser              | Alé BTC Ljubljana        | 37 pts                   |                          |
| 9.ª                      | Demi Vollering              | SD Worx                  | 32 pts                   |                          |
| 10.ª                     | Alice Barnes                | Canyon-SRAM Racing       | 29 pts                   |                          |

### Clasificación de la montaña
| Clasificación de la montaña | Clasificación de la montaña | Clasificación de la montaña | Clasificación de la montaña | Clasificación de la montaña |
| Ciclista                    | Ciclista                    | Equipo                      | Puntos                      |                             |
| --------------------------- | --------------------------- | --------------------------- | --------------------------- | --------------------------- |
| 1.ª                         | Anouska Helena Koster       | Jumbo-Visma Women Team      | 29 pts                      |                             |
| 2.ª                         | Alison Jackson              | Liv Racing                  | 19 pts                      |                             |
| 3.ª                         | Chantal van den Broek-Blaak | SD Worx                     | 5 pts                       |                             |
| 4.ª                         | Katarzyna Niewiadoma        | Canyon-SRAM Racing          | 5 pts                       |                             |
| 5.ª                         | Marianne Vos                | Jumbo-Visma Women Team      | 4 pts                       |                             |
| 6.ª                         | Karlijn Swinkels            | Jumbo-Visma Women Team      | 4 pts                       |                             |
| 7.ª                         | Jeanne Korevaar             | Liv Racing                  | 3 pts                       |                             |
| 8.ª                         | Ella Harris                 | Canyon-SRAM Racing          | 3 pts                       |                             |
| 9.ª                         | Femke Markus                | Parkhotel Valkenburg        | 3 pts                       |                             |
| 10.ª                        | Teniel Campbell             | Team BikeExchange           | 3 pts                       |                             |

### Clasificación de las jóvenes
| Clasificación del mejor joven | Clasificación del mejor joven | Clasificación del mejor joven | Clasificación del mejor joven | Clasificación del mejor joven |
| Ciclista                      | Ciclista                      | Equipo                        | Tiempo                        |                               |
| ----------------------------- | ----------------------------- | ----------------------------- | ----------------------------- | ----------------------------- |
| 1.ª                           | Pfeiffer Georgi               | Team DSM                      | 14 h 47 min 59 s              |                               |
| 2.ª                           | Mischa Bredewold              | Parkhotel Valkenburg          | + 1 min 30 s                  |                               |
| 3.ª                           | Silke Smulders                | Lotto Soudal Ladies           | + 2 min 11 s                  |                               |
| 4.ª                           | Amber van der Hulst           | Parkhotel Valkenburg          | + 2 min 49 s                  |                               |
| 5.ª                           | Laura Tomasi                  | Alé BTC Ljubljana             | + 4 min 54 s                  |                               |
| 6.ª                           | Julia Borgström               | NXTG Racing                   | + 5 min 06 s                  |                               |
| 7.ª                           | Marta Jaskulska               | Liv Racing                    | + 5 min 43 s                  |                               |
| 8.ª                           | Lonneke Uneken                | SD Worx                       | + 6 min 27 s                  |                               |
| 9.ª                           | Femke Gerritse                | Parkhotel Valkenburg          | + 9 min 29 s                  |                               |
| 10.ª                          | Megan Jastrab                 | Team DSM                      | + 9 min 36 s                  |                               |

### Clasificación por equipos
| Clasificación por equipos | Clasificación por equipos          | Clasificación por equipos | Clasificación por equipos |
| Equipo                    | Equipo                             | Tiempo                    |                           |
| ------------------------- | ---------------------------------- | ------------------------- | ------------------------- |
| 1.º                       | SD Worx                            | 44 h 22 min 40 s          |                           |
| 2.º                       | Alé BTC Ljubljana                  | + 5 min 22 s              |                           |
| 3.º                       | Canyon-SRAM Racing                 | + 5 min 55 s              |                           |
| 4.º                       | Parkhotel Valkenburg               | + 7 min 45 s              |                           |
| 5.º                       | Jumbo-Visma                        | + 8 min 37 s              |                           |
| 6.º                       | Liv Racing                         | + 9 min 12 s              |                           |
| 7.º                       | Lotto Soudal Ladies                | + 12 min 07 s             |                           |
| 8.º                       | Team DSM                           | + 15 min 48 s             |                           |
| 9.º                       | FDJ-Nouvelle Aquitaine-Futuroscope | + 29 min 26 s             |                           |
| 10.º                      | Valcar-Travel & Service            | + 31 min 36 s             |                           |

## Evolución de las clasificaciones
| Etapa                   |                         | Ganador _      | Clasificación general       | Puntos         | Montaña               | Jóvenes         | Equipo _    |
| ----------------------- | ----------------------- | -------------- | --------------------------- | -------------- | --------------------- | --------------- | ----------- |
| Prólogo                 | prólogo                 | Marianne Vos   | Marianne Vos                | Marianne Vos   | no otorgado           | Lonneke Uneken  | Jumbo-Visma |
| 1.ª etapa               | etapa llana             | Alison Jackson | Alison Jackson              | Marianne Vos   | Alison Jackson        | Lorena Wiebes   | Jumbo-Visma |
| 2.ª etapa               | contrarreloj individual | Marlen Reusser | Marlen Reusser              | Ellen van Dijk | Alison Jackson        | Emma Norsgaard  | SD Worx     |
| 3.ª etapa               | etapa llana             | Lonneke Uneken | Marlen Reusser              | Marianne Vos   | Alison Jackson        | Pfeiffer Georgi | SD Worx     |
| 4.ª etapa               | etapa escarpada         | Marianne Vos   | Chantal van den Broek-Blaak | Marianne Vos   | Alison Jackson        | Pfeiffer Georgi | SD Worx     |
| 5.ª etapa               | etapa llana             | Marianne Vos   | Chantal van den Broek-Blaak | Marianne Vos   | Anouska Helena Koster | Pfeiffer Georgi | SD Worx     |
| Clasificaciones finales | Clasificaciones finales |                | Chantal van den Broek-Blaak | Marianne Vos   | Anouska Helena Koster | Pfeiffer Georgi | SD Worx     |

## Ciclistas participantes y posiciones finales
Convenciones:
- AB-N: Abandono en la etapa "N"
- FLT-N: Retiro por llegada fuera del límite de tiempo en la etapa "N"
- NTS-N: No tomó la salida para la etapa "N"
- DES-N: Descalificado o expulsado en la etapa "N"

## UCI WorldTour Femenino
El Simac Ladies Tour' otorgará puntos para el UCI World Ranking Femenino y el UCI WorldTour Femenino para corredoras de los equipos en las categorías UCI WorldTeam Femenino y Continental Femenino. Las siguientes tablas muestran el baremo de puntuación y las 10 corredoras que obtuvieron más puntos:
| Posición              | 1.ª | 2.ª | 3.ª | 4.ª | 5.ª | 6.ª | 7.ª | 8.ª | 9.ª | 10.ª | 11.ª | 12.ª | 13.ª | 14.ª | 15.ª | 16.ª-20.ª | 21.ª-30.ª | 31.ª-40.ª |
| Clasificación general | 400 | 320 | 260 | 220 | 180 | 140 | 120 | 100 | 80  | 68   | 56   | 48   | 40   | 32   | 28   | 24        | 16        | 8         |
| Por etapa             | 50  | 40  | 30  | 25  | 20  | 18  | 15  | 10  | 8   | 6    |      |      |      |      |      |           |           |           |
| Líder                 | 8   |     |     |     |     |     |     |     |     |      |      |      |      |      |      |           |           |           |
| Mejor joven           | 6   | 4   | 2   |     |     |     |     |     |     |      |      |      |      |      |      |           |           |           |

| Clasificación |              |        |         |       |       |       |       |
| Posición      | Ciclista     | Equipo | General | Etapa | Líder | Joven | Total |
| ------------- | ------------ | ------ | ------- | ----- | ----- | ----- | ----- |
| 1.ª           | Bandera de ? |        | 400     |       |       |       |       |
| 2.ª           | Bandera de ? |        | 320     |       |       |       |       |
| 3.ª           | Bandera de ? |        | 260     |       |       |       |       |
| 4.ª           | Bandera de ? |        | 220     |       |       |       |       |
| 5.ª           | Bandera de ? |        | 180     |       |       |       |       |
| 6.ª           | Bandera de ? |        | 140     |       |       |       |       |
| 7.ª           | Bandera de ? |        | 120     |       |       |       |       |
| 8.ª           | Bandera de ? |        | 100     |       |       |       |       |
| 9.ª           | Bandera de ? |        | 80      |       |       |       |       |
| 10.ª          | Bandera de ? |        | 68      |       |       |       |       |